# Nejlikerevolutionen

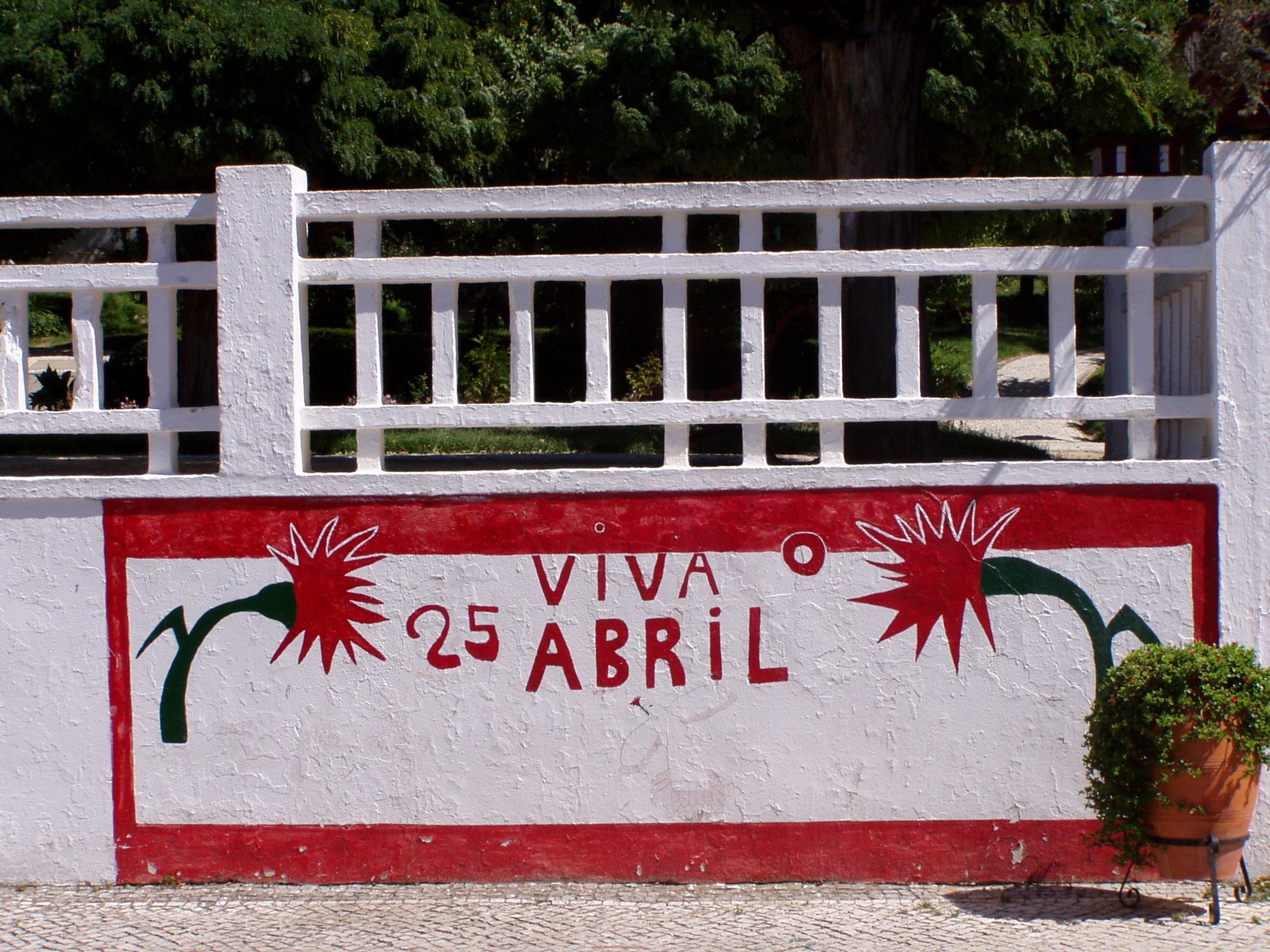
minnestext

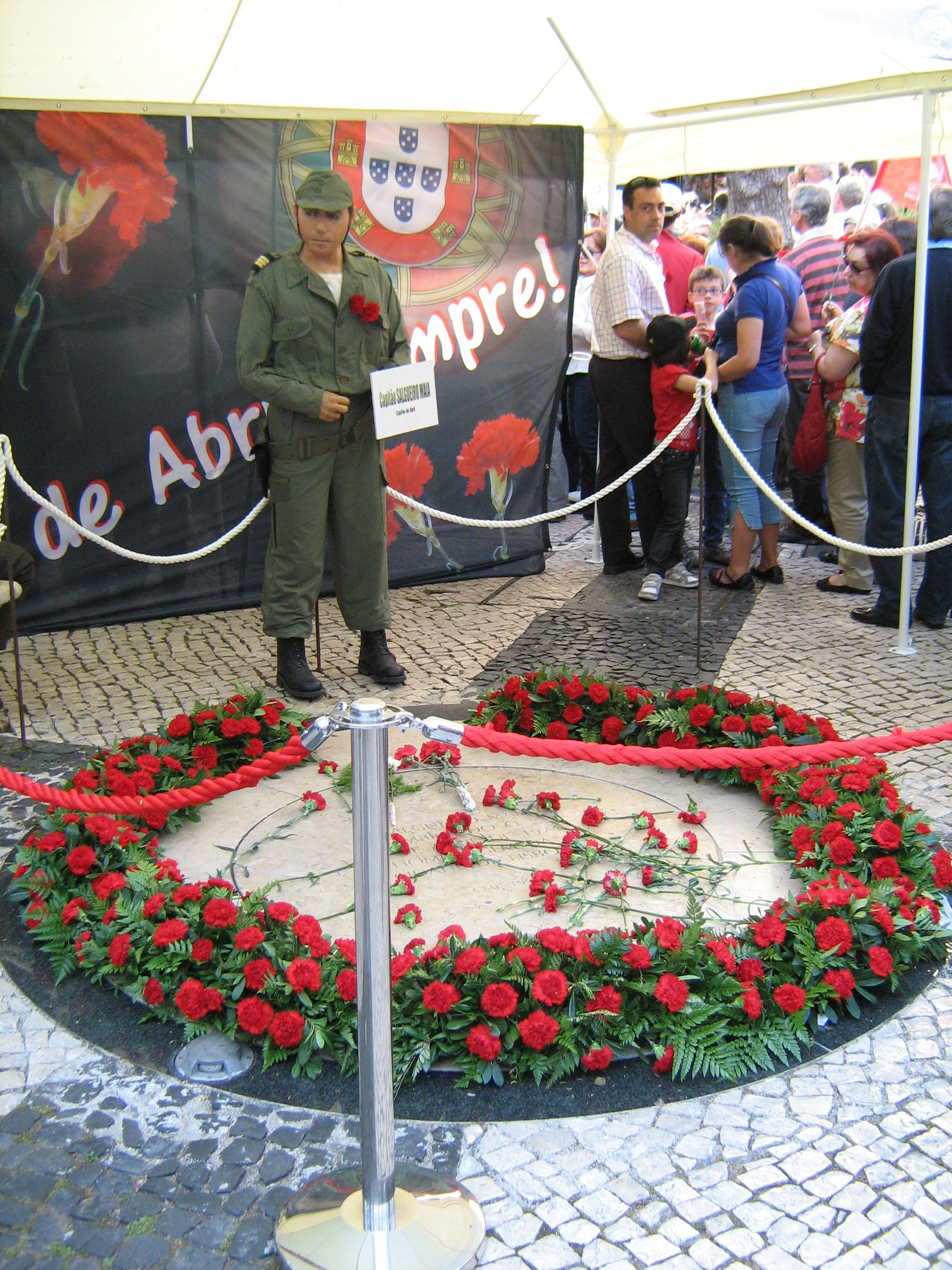
39:nde årsdagen för revolutionen firas i Lissabon

Nejlikerevolutionen (portugisiska: Revolução dos Cravos) eller 25 april-revolutionen var en revolution i Portugal 25 april 1974. Den störtade den auktoritära Estado Novo-regimen, som styrt landet sedan 1926, och banade vägen för ett demokratiskt Portugal.

## Historik

### Bakgrund
Den 28 maj 1926 tog militären makten i en militärkupp och gjorde Portugal till en militärdiktatur, tidvis kallad fascistisk med hänvisning till det samtida Italien och Tyskland. Ekonomiprofessorn António de Oliveira Salazar blev landets finansminister 1928, och avancerade till premiärminister 1932. Marcelo Caetano efterträdde honom som premiärminister och landets ledare 1968 och kvarstod som sådan fram till Nejlikerevolutionen.
Socialister och liberaler ville införa demokrati i landet. Revolutionen startade som en militärkupp organiserad av oppositionella militärofficerare inom organisationen MFA.

### Förlopp
Kuppmakarna fick snabbt oväntad hjälp från en folklig kampanj med civilt motstånd som i slutändan ledde till Estado Novo-regimens fall samt Portugals tillbakadragande från sina afrikanska kolonier. Namnet "Nejlikerevolutionen" kommer från det faktum att nästan inga skott avlossades. Revolutionen var näst intill oblodig då bara fyra människor dog. Genom att ge regimens soldater nejlikor övertygade de fredliga revolutionärerna och frihetskämparna soldaterna att inte skjuta. När folket gav sig ut på gatorna för att fira diktaturens fall och slutet på kriget i kolonierna, satte man nejlikor i gevärspiporna och på arméuniformerna.

### Efterspel och följder
En vecka efter revolutionen firade folket sin frihet på 1 maj, och i Lissabon hörde över en miljon människor revolutionens ledare Álvaro Cunhal och Mário Soares tala. En självförvaltning av ekonomin påbörjades, med flera tusen kollektiviseringar av industri och jordbruk.
Den 25 april 1975 hölls det första fria valet i landet.
Portugal firar 25 april som Frihetsdagen, som ett minne av Nejlikerevolutionen.
En annan viktig aspekt var att Portugal lämnade sina kolonier. Alla blev snabbt självständiga förutom Östtimor (som 1975 blev ockuperat av Indonesien och först långt senare fick sin självständighet) och Macau (förblev portugisiskt till 1999).